# Obanazawa
Obanazawa (japanisch 尾花沢市, -shi) ist eine Stadt in der Präfektur Yamagata in Japan.

## Geographie
Obanazawa liegt südlich von Shinjō und nördlich von Yamagata.

## Geschichte
Obanazawa entwickelte sich als Poststation an der Überlandstraße Ushū Kaidō. Einst blühte dort die Silbermine am Nobesawa Ginzan (延沢銀山).　Landwirtschaftliche Produkte sind Gemüse und Reis.
Obanazawa wurde am 10. April 1959 zur Shi ernannt.

## Sehenswürdigkeiten
- Ginzan-Onsen (Heiße Quelle)

## Verkehr
- Zug:
  - JR Ōu-Hauptlinie: nach Fukushima oder Aomori
- Straßen:
  - Nationalstraße 13: nach Fukushima oder Akita

## Söhne und Töchter der Stadt
- Satoru Abe (* 1982), Biathlet
- Mami Shindō (* 1975), Biathletin
- Kotonowaka Terumasa (* 1968), Sumōringer

## Angrenzende Städte und Gemeinden

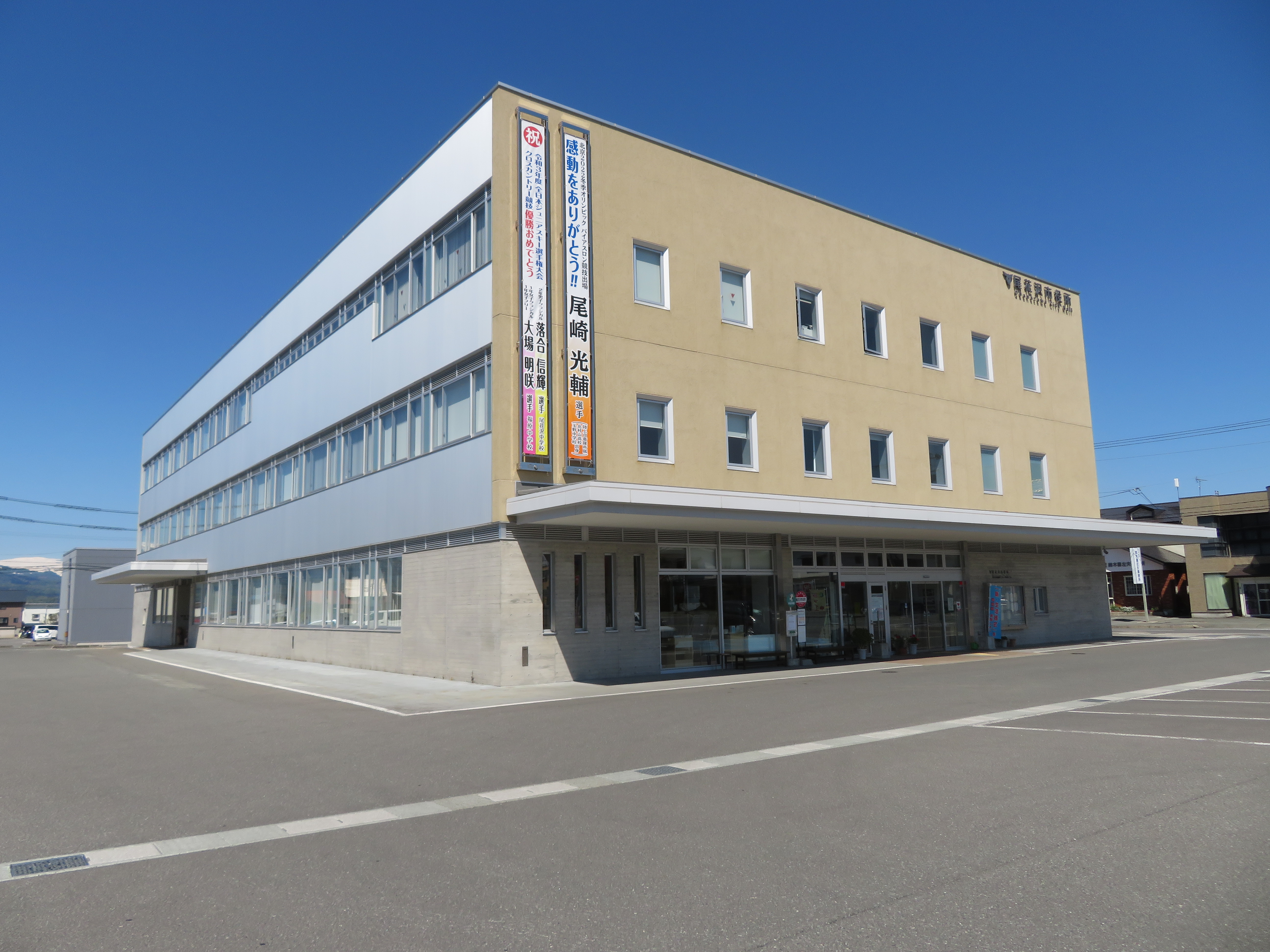
Rathaus

- Higashine
- Murayama